# Parafia Świętej Trójcy w Ząbkach
Parafia pw. Świętej Trójcy w Ząbkach – parafia rzymskokatolicka należąca do dekanatu zielonkowskiego, diecezji warszawsko-praskiej, metropolii warszawskiej. 
Parafia została erygowana 1 stycznia 1919 roku przez kard. Aleksandra Kakowskiego. Obejmuje północną część miasta – Ząbki i Drewnicę. 

## Kościół parafialny
Kościół parafialny został wybudowany w latach 1937–1939. Świątynia mieści się przy ulicy Józefa Piłsudskiego. Od czerwca 1972 do października 1975, za proboszczostwa ks. Tadeusza Karolaka, wikariuszem był bł. Jerzy Popiełuszko (w latach 1972–1975). W 1997 przed kościołem został odsłonięty jego pomnik. 